# Museum Ladin
Il museum Ladin è il museo della cultura e della lingua ladina ed è costituito da due organizzazioni museali il museum Ladin Ćiastel de Tor, situato nel Ćiastel de Tor di San Martino in Badia in Alto Adige e dal museum Ladin Ursus ladinicus di San Cassiano.
Il museum Ladin Ćiastel de Tor è stato inaugurato il 24 giugno del 2001 come istituzione museale a sé stante. Il museo dal 2004 è stato accorpato ai musei provinciali altoatesini, (in tedesco Südtiroler Landesmuseen, in ladino musei provinziai de Südtirol), e si propone di essere un centro di valorizzazione e approfondimento culturale per le cinque vallate ladine delle Dolomiti, la Val Gardena, la Val Badia, la Val di Fassa, Livinallongo-Colle Santa Lucia e Cortina d'Ampezzo. Il "museum Ladin Ursus ladinicus" è stato invece inaugurato il 30 luglio 2011 ed ospita reperti fossili dedicati all´orso preistorico delle Dolomiti.

## Collezione e attività del museum Ladin Ćiastel de Tor
Il museo si sviluppa in cinque zone dedicate all'archeologia e alla geologia delle Dolomiti, alla storia e alla lingua ladina, al turismo, all'economia e all'artigianato locale. Un'ampia sezione è dedicata alla formazione delle Dolomiti attraverso reperti fossili di piante e animali rinvenuti nel territorio circostante. Approfonditi strumenti multimediali insieme a minerali e fossili permettono di ricostruire le fasi di sviluppo delle Dolomiti lungo i periodi del Permiano, del Triassico, del Giurassico e Cretaceo.

Sala dei giocattoli gardenesi

Veduta di un'antica Stube all'interno del museo

Un'altra sezione è invece dedicata alla conseguente colonizzazione e sfruttamento economico di questo territorio, in particolare grazie ai reperti archeologici di Sotciastel e ad una ricostruzione dei primi insediamenti fortificati dell'Età del Bronzo.

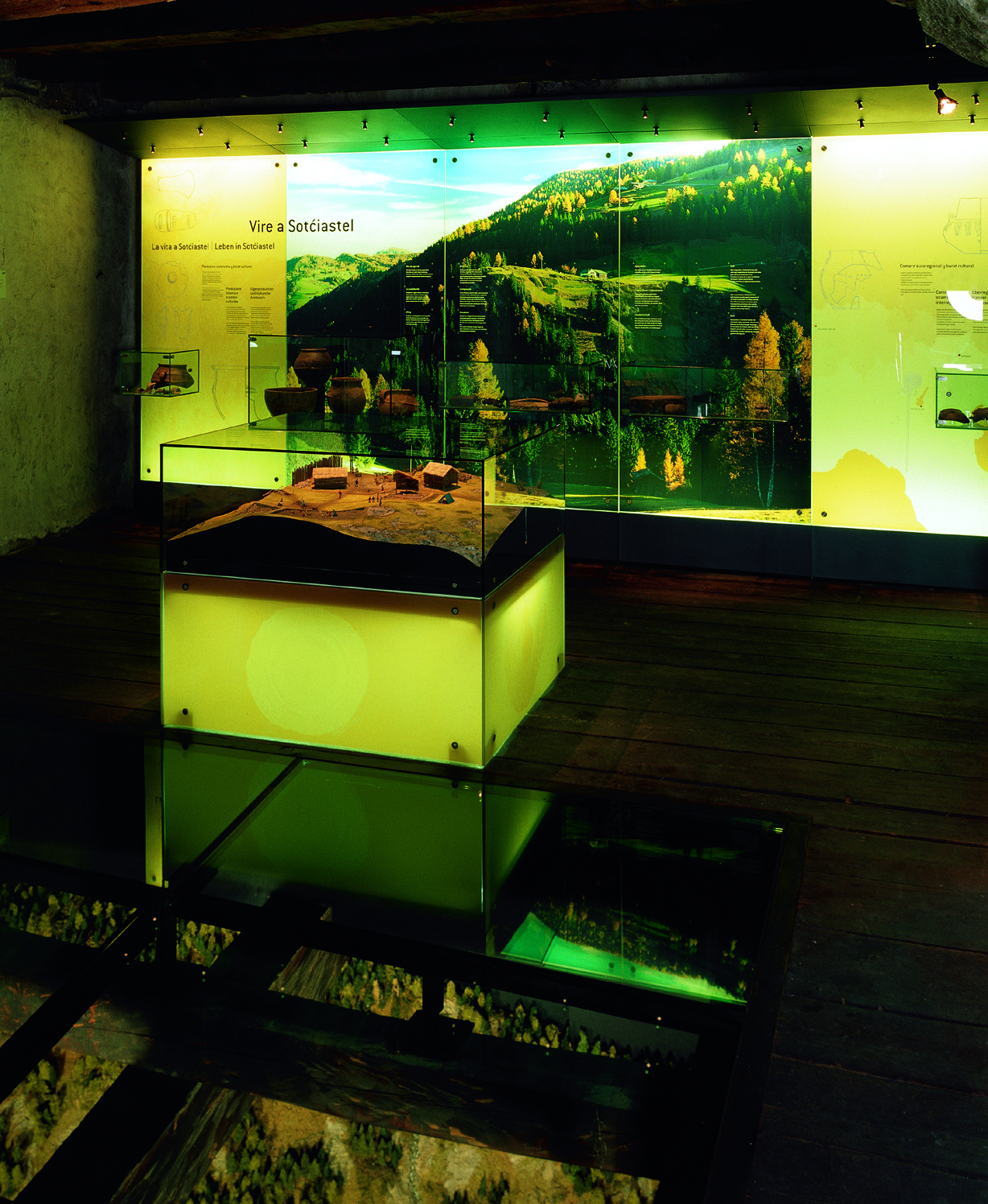
Veduta di una ricostruzione del sito archeologico di Sotciastel

Tra questi ritrovamenti risultano essere particolarmente degni di nota le cosiddette tavolette enigmatiche, ovvero dei reperti in ceramica incisa ritrovati tra l'alta Italia e l'area danubiana e la cui funzione risulta essere oggi ancora oggetto di dibattito.
Ugualmente interessante è un altro ritrovamento della collezione archeologica e cioè una stele lapidea con iscrizione venetica rinvenuta sul Mont de Pore tra Andraz e Colle Santa Lucia la cui interpretazione risulta essere ancora non chiara.
Una notevole sezione multimediale, invece, approfondisce grazie a quadri parlanti e teatrini di ombre anche la storia, la lingua e le leggende della cultura ladina. Inoltre, è esposta una ricca collezione dell'artigianato artistico ladino, soprattutto per quanto concerne l'industria gardenese del giocattolo, le cassapanche della Val Badia e la filigrana d'argento di Cortina d'Ampezzo.
La sezione dedicata al turismo e all'economia è completata con appositi settori sulle viles della Val Badia, un'antica forma di insediamento rurale caratterizzato da una particolare forma d'organizzazione comunitaria e di autosufficienza alimentare.
Recentemente il museum Ladin Ćiastel de Tor ha acquisito gran parte della collezione di opere dello sculture Guido Anton Muss in seguito alla donazione da parte dell'artista alla provincia autonoma di Bolzano.
Oltre alla collezione permanente, il museum Ladin Ćiastel de Tor svolge attività di ricerca e di studio nell'ambito della cultura ladina e organizza annualmente delle mostre temporanee. Un evento espositivo divenuto una costante dell´attività organizzativa del museum Ladin Ćiastel de Tor è la Trienala Ladina di arte contemporanea, punto di riferimento essenziale per gli artisti che hanno un legame biografico o culturale con il territorio ladino e le espressioni artistiche contemporanee.

## Collezione e attività del museum Ladin Ursus ladinicus

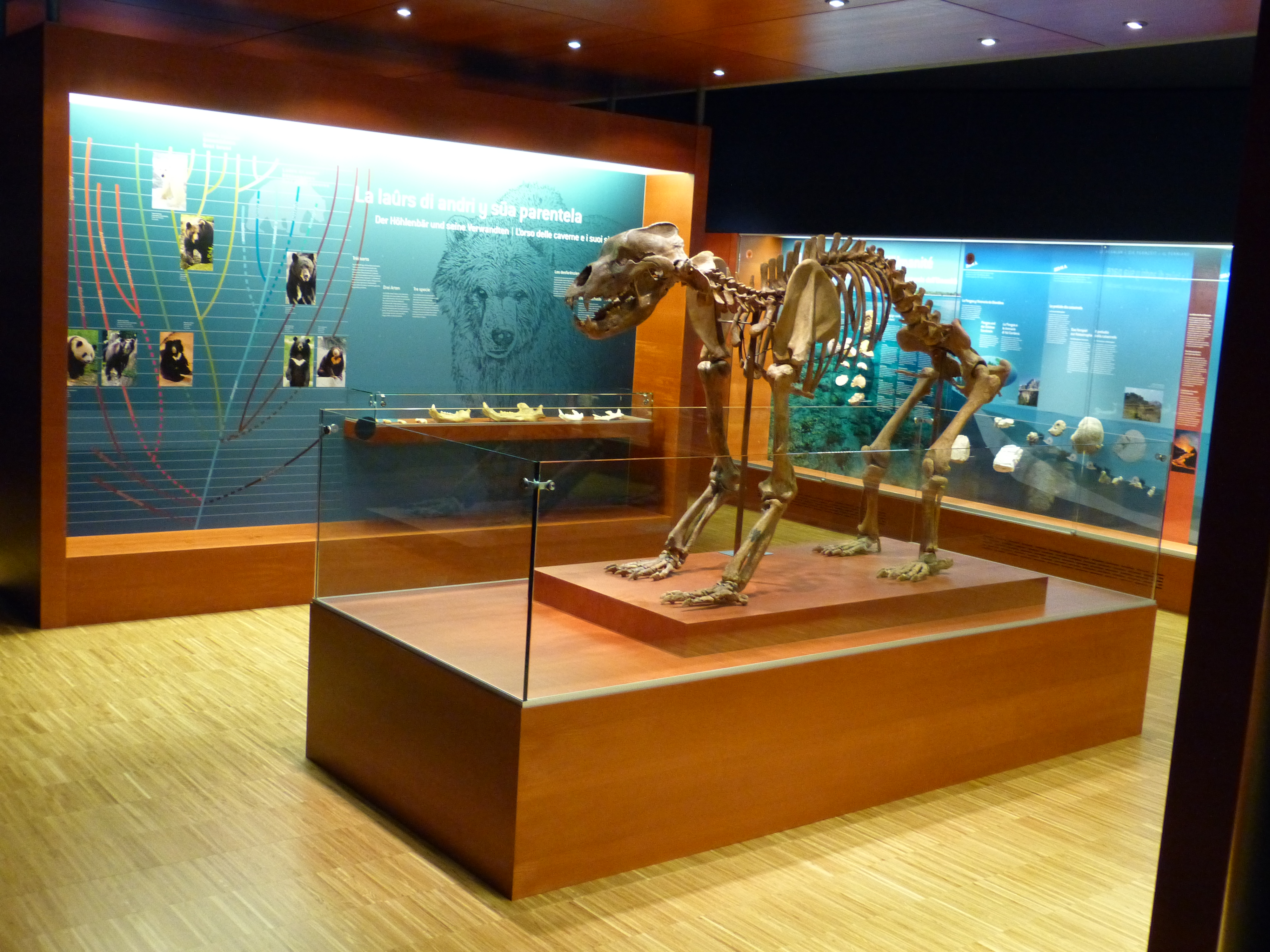
Veduta della sala espositiva del museum Ladin Ursus ladinicus

Il 23 settembre 1987 Willy Costamoling ha scoperto una grotta sotto la cima delle Conturines a quota 2800 metri. Dentro la grotta, a 200 metri di profondità, Costamoling trovò innumerevoli reperti di un animale estinto che in seguito si sarebbe scoperto essere l´orso delle caverne. Negli anni successivi alla scoperta, la grotta è stata studiata, scavata ed esplorata da un gruppo di ricercatori dell´Università di Vienna. La ricerca stabilì che si trattava di una nuova specie di orso delle caverne mai scoperta fino ad allora, in seguito battezzata Ursus ladinicus, in onore dei ladini delle Dolomiti. Oltre ai reperti dell'orso furono ritrovati anche fossili del leone delle caverne. L'eccezionalità del ritrovamento delle Conturines consiste nel fatto che si tratta della prima e per ora unica traccia dell´orso delle caverne nell´intera zona dolomitica. Il museo approfondisce molti aspetti della geologia delle Dolomiti, come la formazione di questo territorio, per poi raccontare la formazione della grotta, la sua storia e scoperta. Inoltre attraverso una ricca collezione di fossili, reperti originali e una ricostruzione della grotta vengono dimostrati tutti gli aspetti della vita e dell´ambiente in cui vivevano gli orsi nell´età preistorica. Il museum Ladin Ursus ladinicus ha anche acquisito un esemplare imbalsamato di orso bruno "M12" al quale è stata dedicata un'apposita sezione dove è possibile confrontarlo con il più antico Ursus ladinicus. Inoltre, sono visitabili anche delle impronte di Pareiasauro, anche detto Pachypes dolomiticus, un rettile molto diffuso più di 250 milioni di anni fa. Le impronte sono state trovate su una lastra di Arenaria di Val Gardena. Oltre alla collezione permanente, il museum Ladin Ursus ladinicus organizza visite guidate alla grotta delle Conturines e attività didattiche dedicate alla vita dell'orso.

## Pubblicazioni a cura del Museum Ladin
- Ursus ladinicus Le pice acompagnadú / Ursus ladinicus Kurzführer / Ursus ladinicus La guida breve / Ursus ladinicus guide – catalogo del museo, 2012
- Elfriede Perathoner, Stefano Planker - Scibla mo n iede - Endstation Zukunft - Fine corsa futuro – catalogo della mostra sul trenino della Val Gardena, 2011
- TRIENALA LADINA MIRRORED STORIES - Catalogo mostra III. Trienala Ladina e 2º Premio artistico di scultura Richard Agreiter, 2010
- Enconton la Ladinia, Alla scoperta della Ladinia - Ladinien kennenlernen, 2010
- Tobia Moroder, Stefan Planker, Magister Manfredinus me fecit, Storia, evoluzione, funzioni delle campane; studio sull'attività del fonditore Manfredinus, 2009
- Ladinoscop, Gioco per imparare a conoscere le valli ladine, 2007
- Ćiacia ai tesurs dl museum / Die Schatzsuche im Museum Ladin / Caccia al tesoro al Museum Ladin - materiale didattico, 2006
- Lois Craffonara, Jì en Jeunn Geschichte und Mythos Die Wallfahrt der Gadertaler Pfarreien nach Säben, 2006
- AA.VV. Ëres tla Ladinia Frauen in Ladinien Donne nella Ladinia, Storia e vita della donna ladina dal punto di vista storico, letterario, sociale e nella storia dell'arte, 2006
- Herwig Prinoth, L'Troi Paian: Mit o realtà?, catalogo della mostra, 2005
- Manuel Riz, Scedola, Catalogh dè fora en ocajiun dla mostra, 2005
- Aquanitis, Catalogo della mostra “Aquanitis con opere di Filipp Moroder Doss, 2005
- Danila Serafini, Otto Irsara retrospetiva, catalogo della mostra, 2005
- Elfriede Perathoner Bergmeister, Grödner Krippenschnitzkunst Die Entwicklung des weltberühmten Kunsthandwerks seit dem 17. Jh., 2004
- Francesca Giovanazzi, Pitores a la foresta Storia dei pittori itineranti della Val di Fassa nel XIX secolo, L'arte dei pittori-decoratori fassani all'estero , 2004
- Danila Serafini, La Scola d'Ert de Sëlva Gherdëina La scuola d'arte di Selva Gardena Die Kunstschule Wolkenstein/Gröden 1908 – 2003 95 ani de storia 95 Jahre Geschichte 95 anni di storia, catalogo della mostra, 2004
- Lois Craffonara, La processione a Sabiona / Der Kreuzgang nach Säben / La prozesciun de Jeunn, Opuscolo pubblicato in occasione della mostra sulla processione a Sabiona, 2003
- Pinuccia di Gesaro, Le streghe dolomitiche, Caratteristiche dei processi alle streghe, 2003
- Johann Wieser, DVD/Vhs, Museum Ladin, presentazione del Museum Ladin, 2003
- AA.VV., Sprotte Zyklen Dialoge Cycles Dialogues, catalogo, 2003
- Lois Craffonara, FLUS Flus leterares dl Grijun y dl Friûl Poesies tla traduziun de Lois Craffonara, poesie tradotte del Grigioni e del Friuli, 2003
- Danila Serafini, Guido Anton Muss L'autra mesa pert – Die andere Hälfte – L'altra metà, Catalogo della mostra, 2002
- La guida breve, Museum Ladin Ćiastel de Tor, museo della storia e della cultura dei ladini, guida breve relativa al museo, 2002